# Chalcoecia heochroa
Chalcoecia heochroa är en fjärilsart som beskrevs av Dyar 1914. Chalcoecia heochroa ingår i släktet Chalcoecia och familjen nattflyn. Inga underarter finns listade i Catalogue of Life.